# Karen Tei Yamashita
Karen Tei Yamashita (en japonais : 山下てい ; née le 8 janvier 1951) est une écrivaine américaine d'origine japonaise, également conférencière et enseignante.

## Biographie

### Enfance et formation
Karen Tei Yamashita naît le 8 janvier 1951 à Oakland en Californie.
Ses parents, Hiroshi John Yamashita et Asako Sakai, sont tous les deux des survivants de l'incarcération des Nippo-Américains au camp d'internement de Topaz pendant la Seconde Guerre mondiale,.
A l'âge d'un an, elle déménage à Los Angeles, où elle grandit avec sa sœur Jane. Elle passe la majeure partie de son enfance à Gardena.
De 1969 à 1973, elle fréquente le Carleton College de Northfield, dans le Minnesota. Lors de sa première année, elle étudie à l'Université Waseda de Tokyo. Elle est diplômée de Phi Beta Kappa en 1973 avec un diplôme ès arts en littérature anglaise et japonaise,.

### Carrière

#### Littérature
C'est lors de son séjour de dix années au Brésil, durant lequel elle étudie l'immigration japonaise, qu'elle commence à écrire des fictions et des pièces de théâtre.
Lors de son retour à Los Angeles en 1984, elle travaille sur des traductions et des scénarios. Elle produit en outre des œuvres dramatiques telles que Hannah Kusoh : An American Butoh, Tokyo Carmen vs. LA Carmen et Noh Bozos, qu'elle lie au contenu et au style de son roman Tropic of Orange (1997) et qui sont produites par la troupe de théâtre asiatique-américaine East West Players,.
En 1990, elle publie son premier roman, Through the Arc of the Rain Forest. Il remporte l'American Book Award en 1991 et le prix Janet Heidinger Kafka en 1992. Son livre est tiré de son expérience brésilienne, tout comme les deux romans suivants. Through the Arc of the Rain Forest imagine le contact entre la technologie et la culture rurale à travers le prisme du réalisme magique. Il évoque le capitalisme et la destruction de la forêt amazonienne.
En 1991, elle obtient une bourse de dramaturge en résidence Rockefeller pour sa pièce Omen: An American Kabuki.
Brazil-Maru (1992), son deuxième roman, retrace l'essor et le déclin sur un demi-siècle d'une communauté idéaliste et expérimentale d'immigrants japonais dans l'intérieur du Brésil,.
Son troisième roman, Tropic of Orange (1997), s'inscrit dans la lignée du réalisme magique, bouleversant les frontières entre l'Amérique latine, le Mexique et l'Amérique du Nord. Ainsi, le personnage d'Arcangel amène le Tropique du Cancer vers le nord, au-delà de la frontière entre le Mexique et l'Amérique du Nord.
En 2010, I Hotel reçoit un American Book Award, un California Book Award, un Asian/Pacific American Award for Literature et un Association for Asian American Studies Book Award. Il est également finaliste pour le National Book Award for Fiction,. L'auteure écrit sur les Américains d'origine asiatique vivant dans la Bay Area dans les années 1960 et 1970 et sur leur lutte pour l'égalité. L'histoire, centrée sur l'International Hotel de San Francisco, se déroule sur une période de dix ans, à partir de 1968.
En 2019, elle reçoit un deuxième prix du livre de l'Association for Asian American Studies pour ses mémoires documentaires, Letters to Memory.
Sansei and Sensibility (2020) est un recueil d’histoires dans lesquelles l'auteure retravaille les contes classiques et s’interroge sur ce que signifient les héritages familial, culturel, émotionnel et artistique.
Tous ses livres sont publiés avec la Coffee House Press, une organisation à but non lucratif basée à Minneapolis.

#### Enseignement et journalisme
Un an après son diplôme, envisageant une carrière en anthropologie, Karen Tei Yamashita reçoit une bourse Thomas J. Watson pour se rendre à São Paulo afin de réaliser des recherches sur l'histoire de l'immigration japonaise au Brésil. Elle y étudie la vie agricole japonaise-brésilienne, menant des entretiens avec des immigrants japonais, leurs descendants et des membres d'une commune japonaise. Elle restera dix années au Brésil,,.
A son retour aux États-Unis, en 1984, elle travaille pendant douze ans comme assistante de direction chez KCET, l'une des stations PBS locales du sud de la Californie.
En 1997, elle devient professeur à l'Université de Californie à Santa Cruz.
De 2012 à 2015, elle est co-titulaire, avec Bettina Aptheker, de la chaire présidentielle de l'UC sur la race critique féministe et les études ethniques.
Après avoir enseigné l'écriture créative et la littérature asiatique-américaine, elle est aujourd'hui professeure émérite à l'Université de Californie à Santa Cruz,,.

### Vie privée
Lors de son séjour de dix années au Brésil, elle épouse l'architecte brésilien Ronaldo Lopes de Oliveira et a deux enfants, Jane et Jon.
Elle retourne à Gardena, dans le comté de Los Angeles, en 1984.
En 1997, elle s'installe à Santa Cruz, en Californie, après un séjour de six mois à Seto, au Japon.
Elle vit toujours à Santa Cruz.

## Prix et reconnaissance
En 2009, elle reçoit le Prix du Chancelier pour la diversité de l'Université de Californie à Santa Cruz. Elle est finaliste pour le National Book Award 2010. En 2011, elle est nommée Fellow of United States Artists. En 2013, elle est co-nommée avec Bettina Aptheker en tant que chaire présidentielle de l'UC en études féministes critiques sur la race et les ethnies, un poste offert à des membres distingués du corps professoral de l'université destiné à encourager le développement de programmes nouveaux ou interdisciplinaires. En 2017, elle prononce un discours lors du premier Festival de littérature asiatique-américaine, organisé par l'Asian Pacific American Center, le Smithsonian et la Bibliothèque du Congrès. En 2018, elle reçoit un hommage de la VONA – Voices of Our Nations Arts Foundation, et, en 2019, un prix John Dos Passos de littérature. Les papiers Karen Tei Yamashita, qui archivent et documentent sa carrière, sont conservés à la bibliothèque McHenry de l'Université de Californie à Santa Cruz. Elle est également nommée récipiendaire de la médaille de la National Book Foundation pour sa contribution distinguée aux lettres américaines en 2021. Maxine Hong Kingston et elle sont les seuls Américains d'origine asiatique à recevoir ce prix au cours de ses 34 ans d'histoire. Elle est également récipiendaire d'une bourse de la US Artists' Ford Foundation.
Son œuvre est reconnue pour avoir transformé l'approche des études littéraires et culturelles américaines d'origine asiatique, d'une approche centrée sur les États-Unis à une approche hémisphérique et transnationale. Ses récits parcourent ainsi trois continents, s'appuyant sur l'histoire personnelle et les cartographies artistiques, culturelles et historiques de l'Asie, de la Grande-Bretagne, de l'Europe et des Amériques. Ses romans soulignent la nécessité de communautés polyglottes et multiculturelles à une époque de plus en plus mondialisée, même s'ils déstabilisent les notions orthodoxes de frontières et d'identité nationale/ethnique.
« Dans une prose débordante d'énergie narrative électrique, elle utilise l'humour, la politique, l'esprit sardonique et une polyvocalité luxuriante pour inviter les lecteurs dans ses mondes littéraires nuancés mais accessibles ; son écriture témoigne d'une capacité époustouflante à transformer les conventions de genre, de voix, d'intertextualité et de caractérisation, fondée sur l'application habile des techniques littéraires traditionnelles. » écrit National Book Foundation.

## Œuvres

### Romans
- Through the Arc of the Rain Forest (Coffee House Presse, 1990).
- Brazil-Maru (Coffee House Press, 1992).
- Tropic of Orange (Coffee House Press, 1997).
- Cercle K Cycles (Coffee House Press, 2001).
- I Hotel (Coffee House Press, 2010).
- Anime Wong : Fictions of Performance, édité avec une postface de Stephen Hong Sohn (Coffee House Press, 2014).
- Letters to Memory (Coffee House Press, 2017).
- Sansei and Sensibility (Coffee House Press, 2020).